# Davar
Davar (en hebreo: דבר) ("la palabra") fue un periódico en hebreo publicado en el Mandato británico de Palestina y en el Estado de Israel, entre 1925 y mayo de 1996. El periódico fue relanzado en 2016, bajo el nombre Davar Rishon, que significa "la primera palabra", como un sitio web del sindicato Histadrut.

## Historia

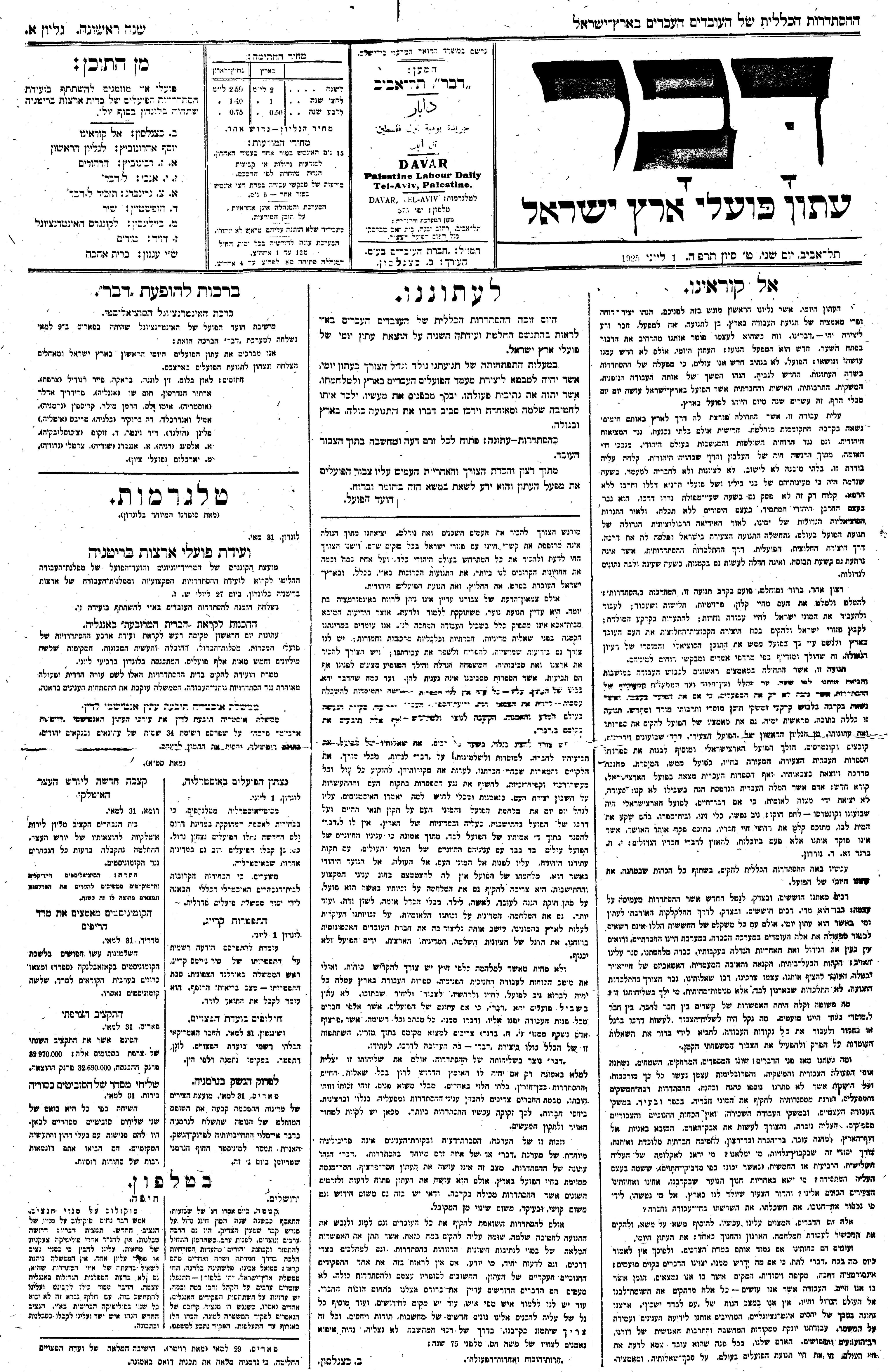
La primera página del primer número de Davar.

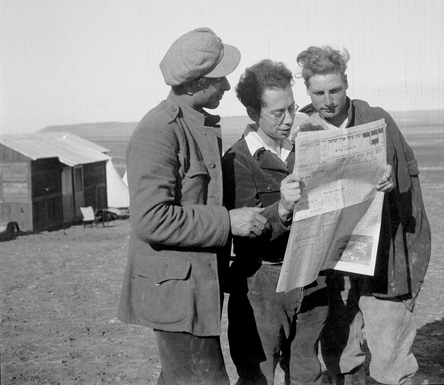
Leyendo Davar en el Kibutz HaZorea.

Davar fue creado por Berl Katznelson y Moshé Beilinson, con Katznelson como primer editor, como periódico del sindicato Histadrut. La primera edición se publicó el 1 de junio de 1925 con el nombre "Davar Iton Poalei Eretz Yisrael" (el periódico de los trabajadores de la Tierra de Israel). El periódico tuvo éxito y publicó varios suplementos, entre ellos "Davar HaPoelet" (la palabra de las trabajadoras), "HaMeshek HaShitufí" (la economía cooperativa), "Davar HaShavua" (la palabra de la semana) y "Davar HaYeladim" (la palabra de los niños), así como el boletín del sindicato "Vaadken" (la actualización). En 1950, Davar contaba con alrededor de 400 empleados y con un amplio sistema de distribución.
Después de la muerte de Katznelson en 1944, Zalman Shazar, más tarde Presidente de Israel, asumió el cargo de editor. Hannah Semer editó el periódico entre 1970 y 1990.
Después de la formación del Partido Laborista Israelí, mediante la fusión del partido político Mapai, el partido Ajdut HaAvodá - Poalei Tzion y el partido político Rafi, en 1968, "Lamerhav", el periódico afiliado al partido político Ajdut HaAvodá, se fusionó con el periódico "Davar". El último número de Davar se publicó el 31 de mayo de 1971, el nuevo periódico pasó a llamarse "Davar meuhad im lamerhav" (Davar unido con Lamerhav).
En la década de 1980, el periódico atravesaba graves dificultades financieras. Después de que Semer se jubilara en 1990, el periódico tuvo como editores conjuntos a Yoram Peri y Daniel Bloch . A mediados de 1995, Ron Ben-Yishai asumió el cargo de editor y cambió el nombre del periódico a Davar Rishon, intentando salvarlo. En 1996, Haim Ramon, presidente de la Histadrut, cerró el periódico. Su edificio en la esquina de las calles Melchett y Shenkin en Tel Aviv fue demolido y reemplazado por un bloque de apartamentos. En 2016, "Davar Rishon" fue relanzado como una web de noticias. En abril de 2019, el sitio web estuvo cerrado durante varias semanas debido a un conflicto laboral, pero abrió de nuevo con nuevos contenidos. En octubre de 2019, el periódico comenzó a publicar una edición en inglés. En enero de 2020, el periódico comenzó a publicar una edición en árabe.